# BHPグループ
BHPグループ（BHP Group Limited, BHP Group Plc）は、世界最大の鉱業会社である。2001年にオーストラリアの会社であるブロークンヒル・プロプライエタリー・カンパニー (BHP) とイギリスの会社で南アフリカで大規模に操業する会社であるビリトン (Billiton) が二元上場会社となることにより形成された。2018年11月、社名をBHPビリトン（BHP Billiton）から改称した。
オーストラリアの BHP Group Limited とイギリスの BHP Group Plc はそれぞれオーストラリア証券取引所 (ASX) とロンドン証券取引所 (LSE) では別個に取引され、別々の株主集団をもつが、同一の取締役会と単一の経営構造により単一の事業体として営業する。ニューヨーク証券取引所 (NYSE) では単体の事業体として株式が上場されている（ティッカー：BHP）。オーストラリア側の会社は事業全体のうち約 60% とメルボルンの総本社を保有する一方、ロンドンには副本社がある。
同社は多様な採掘と加工の操業を行う。鉄、ダイヤモンド、石炭、石油、ボーキサイトをはじめとして他の金属や鉱産品を取り扱う。

## 買収、提携
2005年3月、同社は73億米ドルにおよぶ鉱業会社WMCリソーシズの友好的買収提案を発表し、5月末現在株式の55%を保有してグループ企業とした。
2008年にリオ・ティントに対し敵対的買収を提案したが失敗に終わった。2009年6月にはリオ・ティントとオーストラリア西部における鉄鉱石事業を統合し、合弁事業を設立する計画で合意したが、2010年10月18日に撤回に追い込まれた。いずれも両社が鉄鉱石輸出量で2位と3位を占める巨大企業であり、統合による市場支配力が強まることが予想され、反発を招いたことが理由とされる。
2010年8月17日にカナダ王有の世界最大肥料メーカー、ポタッシュ・コーポレーション・オブ・サスカチュワンへ敵対的買収を提案したがポタッシュ側より反発を受けている。
2012年、全ダイヤモンド資産をドミニオン・ダイヤモンド・コーポレーションに売却した。
2024年には同業のアングロ・アメリカンを386億ポンドで買収せんと試みたが、同年5月29日に撤回を表明し、破談となった。
現時点で世界首位の銅生産量を誇るチリの鉱山会社Minera Escondida の株式過半数を保有。この会社株はリオ・ティントが30％、三菱グループも2.5％保有している。